# Revolution Radio (Califfo De Luxe)
Revolution Radio è il terzo album discografico ufficiale del gruppo ska Califfo De Luxe.

## Tracce
1. Ring of Fire – 4:23
2. Ho picchiato la testa – 2:32
3. Start Me Up – 3:46
4. Touch Me – 3:16
5. Balla balla ballerino – 5:03
6. Nasty By Nature – 3:17
7. I Believe In Miracles – 3:37
8. Contessa – 2:37
9. From Me to You – 2:15
10. Heat Is On – 3:57
11. Equilibrio – 4:10
12. 'lasciami suonare' – 4:15
13. Ghost Revolution Track – 6:28